# Membrana mitocondrial externa

Estructura del Mitocondri:
1) Membrane Interna
2) Membrana Externa
3) Crestes
4) Matriu

La membrana mitocondrial externa, és una bicapa lipídica que n'engloba tot l'orgànul. Té una composició proteïna/fosfolípids semblant a la de la membrana plasmàtica eucariota (aproximadament 1:1 en pes). Conté nombroses proteïnes integrals de membrana com la porina, que contenen un canal intern relativament gran (entre 2-3 nm) permeable a totes les molècules inferiors a 5000 daltons. Les molècules més grans poden travessar la membrana externa mitjançant transport actiu a través proteïnes transportadores de la membrana. La membrana externa també conté enzims implicats en tan diverses activitats com l'elongació d'àcids grassos, l'oxidació de l'epinefrina (adrenalina) i la degradació del triptòfan (aminoàcid aromàtic).
La membrana mitocondrial externa envolta els successius compartiments interiors: espai intermembrana, membrana mitocondrial interna i matriu mitocondrial.